# Episodi di The Goldbergs (settima stagione)
La settima stagione della serie televisiva The Goldbergs è stata trasmessa in prima visione sul canale statunitense ABC dal 25 settembre 2019 al 13 maggio 2020.
In Italia, la stagione è stata trasmessa in prima visione dal 12 aprile al 26 luglio 2020 su Premium Stories.
| n° | Titolo originale                      | Titolo italiano                                  | Prima TV USA      | Prima TV Italia |
| -- | ------------------------------------- | ------------------------------------------------ | ----------------- | --------------- |
| 1  | Vacation                              | La vacanza dei Goldberg                          | 25 settembre 2019 | 12 aprile 2020  |
| 2  | Dana's Back                           | Dana è tornata                                   | 2 ottobre 2019    | 12 aprile 2020  |
| 3  | Food in a Geoffy                      | Cibo...da asporto                                | 9 ottobre 2019    | 19 aprile 2020  |
| 4  | Animal House                          | Animal House                                     | 16 ottobre 2019   | 19 aprile 2020  |
| 5  | Parents Thursday                      | Il giovedì dei genitori                          | 23 ottobre 2019   | 26 aprile 2020  |
| 6  | A 100% True Ghost Story               | Una vera storia di fantasmi                      | 30 ottobre 2019   | 26 aprile 2020  |
| 7  | WrestleMania                          | Wrestlemania                                     | 6 novembre 2019   | 3 maggio 2020   |
| 8  | Angst-Giving                          | Lo strazia-mento                                 | 20 novembre 2019  | 3 maggio 2020   |
| 9  | The Beverly Goldberg Cookbook: Part 2 | Il libro di cucina di Beverly Goldberg: II parte | 4 dicembre 2019   | 10 maggio 2020  |
| 10 | It's a Wonderful Life                 | La vita è meravigliosa                           | 11 dicembre 2019  | 10 maggio 2020  |
| 11 | Pickleball                            | Il Pickleball                                    | 15 gennaio 2020   | 21 giugno 2020  |
| 12 | Game Night                            | Serata di giochi                                 | 22 gennaio 2020   | 21 giugno 2020  |
| 13 | Geoff the Pleaser                     | Geoff l'uomo del si                              | 29 gennaio 2020   | 28 giugno 2020  |
| 14 | Preventa Mode                         | La cotta per la prof                             | 12 febbraio 2020  | 28 giugno 2020  |
| 15 | Dave Kim's Party                      | La festa da Dave Kim                             | 19 febbraio 2020  | 5 luglio 2020   |
| 16 | Body Swap                             | Scambio di corpi                                 | 26 febbraio 2020  | 5 luglio 2020   |
| 17 | A Fish Story                          | Il campeggio                                     | 18 marzo 2020     | 12 luglio 2020  |
| 18 | Schmoopie's Big Adventure             | Una grande avventura per Adam                    | 25 marzo 2020     | 12 luglio 2020  |
| 19 | Island Time                           | Una vacanza indimenticabile                      | 1º aprile 2020    | 19 luglio 2020  |
| 20 | The Return of the Formica king        | L'unione fa la forza                             | 15 aprile 2020    | 19 luglio 2020  |
| 21 | Oates & Oates                         | Oates & Oates                                    | 22 aprile 2020    | 26 luglio 2020  |
| 22 | The Fake-Up                           | Separazione strategica                           | 6 maggio 2020     | 26 luglio 2020  |
| 23 | Pretty in Pink                        | Bella in rosa                                    | 13 maggio 2020    | 26 luglio 2020  |

## La vacanza dei Goldberg
- Titolo originale: Vacation
- Diretto da: Lew Schneider
- Scritto da: Alex Barnow e Chris Bishop

### Trama
"I Goldberg vanno in vacanza!". Con queste parole, Beverly costringe l'intera famiglia a prendersi un'ultima vacanza prima che Erica e Barry partano per il college. Proprio come i Griswolds in National Lampoon's Vacation, Beverly insiste che guidino fino a Disneyland anziché volare. Dopo aver causato il caos in un'attrazione a tema selvaggio west, Pops li abbandona e se ne va con una donna, ed Erica dice ad Adam e Barry che non si trasferiranno, ma si trasferiranno al prossimo capitolo delle loro vite, non sapendo che Beverly li ha sentiti per caso.
Nel frattempo, Erica è preoccupata per "qualcosa di importante" che Geoff vuole dirle al loro ritorno, pensando che voglia rompere. Dopo che la macchina si è rotta, Adam dice a Barry ed Erica che sarà felice che non siano più in casa, costringendo Beverly a chiedere che le dicano la verità sull'andare al college e sul non voltarsi mai indietro. Decide che dovrebbero andare tutti a casa. Ma proprio in quel momento, Geoff li sorprende e dice a Erica che voleva solo informarla che si sta prendendo un anno sabbatico piuttosto che andare subito al college. Arrivano a Disneyland con Pops che si unisce a loro dopo il suo arrivo. Dopo essere stato informato dalla guardia di sicurezza che il parco è chiuso, ma che aprirà tra 15 minuti, Beverly mente sulla loro avventura così i Goldberg riescono a entrare nel parco prima dell'apertura effettiva e finalmente si godono la loro ultima vacanza in famiglia.
- Guest star: Christie Brinkley (Aleah Welsh), Anthony Michael Hall (guardia di sicurezza).
- Colonna sonora: Holiday Road di Lindsey Buckingham e Chariots of Fire di Vangelis.

## Dana è tornata
- Titolo originale: Dana's Back
- Diretto da: Jay Chandrasekhar
- Scritto da: Mike Sikowitz (soggetto e sceneggiatura) e Adam F. Goldberg (soggetto)

### Trama
Adam riceve una grande sorpresa: Dana è tornata a Jenkintown. Si avvicina a lui e gli dice che è felice di avere un amico su cui fare affidamento mentre si adatta ai cambiamenti da quando è stata via, ma Adam è preoccupato per i ragazzi più popolari che si trasferiscono da lei e chiarisce che vuole essere di nuovo fidanzarsi con lei. Dana è delusa, dicendo ad Adam che aveva davvero bisogno della sua amicizia incondizionata mentre si riadattava alla vita a Jenkintown. Nel frattempo, il giorno del trasloco al college di Barry ed Erica svanisce quando scoprono di non avere un posto dove vivere nel campus. Accusano Beverly di non aver inviato di proposito gli assegni per l'affitto delle stanze al campus, ma con loro shock scoprono che il colpevole è Murray. Dopo essersi comportato in modo distaccato, Murray finalmente ammette che gli mancheranno molto.
- Guest star: Natalie Alyn Lind (Dana Caldwell).
- Colonna sonora: The Flame dei Cheap Trick.

## Cibo...da asporto
- Titolo originale: Food in a Geoffy
- Diretto da: Lew Schneider
- Scritto da: Matt Roller (sceneggiatura) e Adam F. Goldberg (soggetto)

### Trama
Ispirato da Murray, Geoff inizia un servizio di consegna di cibo che chiama Food in a Geoffy, ma avendo a che fare con il suo "CEO" (Barry) e i dipendenti (il resto dei JTP) Geoff si pente presto della sua decisione. Nel frattempo, Adam, ora l'unico figlio a casa, viene sopraffatto dalle attenzioni di Beverly. Dopo che il signor Woodburn si rifiuta di consentire ad Adam di inviare un video al posto di una ricerca scritta su Sandra Day O'Connor, Adam cerca di usare la costante tendenza a indugiare della mamma a suo vantaggio, ma finisce per fallire.
- Guest star: George Wendt (Ned Frank), John Ratzenberger (Digby Yates), Rhea Perlman (Margot Letien), Kirstie Alley (Janice Bartlett).
- Colonna sonora: Save It for Later dei The Beat.

## Animal House
- Titolo originale: Animal House
- Diretto da: Jay Chandrasekhar
- Scritto da: Bill Callahan

### Trama
Determinato a vivere la vita di Animal House in una confraternita del college, Barry punta gli occhi sulla polo e sulle scarpe trendy che indossano i membri della casa Beta Zeta. Il suo primo tentativo di impressionare i reclutatori come Bluto e Flounder del film fallisce, quindi tenta di essere se stesso (come Big Tasty) e di esibirsi nel talent show Beta Zeta, con l'aiuto di Adam e Dave Kim. Dopo che neanche questo funziona, Erica aiuta suo fratello a vedere che ha già una grande confraternita nei JTP. Nel frattempo, con due ragazzi andati via di casa, Bev cerca di far alzare Murray dalla poltrona e di farlo partecipare ad alcune attività con lei. Quando lui non si muove, decide di renderlo geloso organizzando eventi con gli amici di Murray, Bill Lewis e Vic.
- Colonna sonora: Shout di Otis Day e i The Knights, You Might Think dei The Cars.

## Il giovedì dei genitori
- Titolo originale: Parents Thursday
- Diretto da: Melissa Joan Hart
- Scritto da: Aaron Kaczander (soggetto e sceneggiatura) e Adam F. Goldberg (soggetto)

### Trama
Mentre Erica conosce una nuova amica del college di nome Ren (diminutivo di Lauren), ricorda che il weekend dei genitori si avvicina e non vuole che Ren veda l'imbarazzante soffocamento di Beverly. Lei e Barry escogitano un piano per dire a Beverly che il college terrà invece un "giovedì dei genitori". Beverly scopre lo stratagemma e Barry insiste che è stata tutta un'idea di Erica, con il risultato di ricevere le gustose prelibatezze e i regali sontuosi di Beverly tutti per sé. Ren offre a Erica una visione più ampia quando i suoi genitori non si preoccupano abbastanza di presentarsi per tutto quel fine settimana. 
Nel frattempo, Adam scopre che Dana sta provando per la parte di Giulietta nella recita scolastica ed è determinato a conquistare la parte di Romeo, battendo il popolare Andrew Gallery. Adam vince la parte di Romeo, ma la parte di Giulietta va alla figlia di Vic, Asha. Quando Asha e Adam si baciano appassionatamente durante le prove, Dana diventa gelosa, mentre Dave Kim insiste sul fatto che Asha deve essere innamorata di Adam perché ha scarabocchiato "A.G." sul suo taccuino. Vic viene a sapere dalla signorina Cinoman che il bacio era troppo "frizzante" e costringe il preside Ball a ripulire la sceneggiatura. Ciò si traduce in Asha che si licenzia e Dana che entra come Giulietta. Adam viene quindi a sapere che Asha stava solo recitando e che "A.G." sul suo taccuino stava per Andrew Gallery. Dice a Dana che voleva essere Romeo solo perché non voleva vederla di fronte a Gallery, e Dana è felice di sentirlo. Tuttavia, quando i due si baciano durante lo spettacolo, Adam è scioccato quando non sente nulla.
- Colonna sonora: Every Little Thing She Does Is Magic dei The Police.

## Una vera storia di fantasmi
- Titolo originale: A 100% True Ghost Story
- Diretto da: Christine Lakin
- Scritto da: Amy Mass (soggetto e sceneggiatura) e Adam F. Goldberg (soggetto)

### Trama
Dopo aver visto per la prima volta The Rocky Horror Picture Show, Barry è ispirato a organizzare un'epica festa di Halloween nel campus, ma Erica vuole fermarlo perché ha bisogno di studiare per un semestre ed è determinata a concentrarsi maggiormente sugli studi durante il suo secondo tentativo al college. Questo porta i due a litigare sull'equilibrio tra il duro lavoro e il divertimento a scuola.
A casa, Beverly e Adam si convincono che c'è un fantasma in casa quando i dipinti di nudo classico appena acquistati da Bev continuano a cadere dal muro. Pensando che entrambi siano idioti per aver creduto nei fantasmi, Murray invita il dottor Katman, un insegnante di scienze di William Penn, a venire a fornire le ragioni legittime per la caduta dei dipinti. Bev risponde invitando a casa un'esperta di paranormale.
- Guest star: Steve Guttenberg (Dr. Katman), Stephnie Weir (Karen English).
- Colonna sonora: Time Warp di Richard O'Brien, Patricia Quinn, Nell Campbell, e Charles Gray.

## WrestleMania
- Titolo originale: WrestleMania
- Diretto da: Lew Schneider
- Scritto da: Erik Weiner (soggetto e sceneggiatura) e Adam F. Goldberg (soggetto)

### Trama
Adam e Barry cercano di convincere Murray ad acquistare loro i biglietti per WrestleMania 4. Dopo aver rifiutato per la prima volta, Pops aiuta Murray a capire che dovrebbe cogliere ogni opportunità per trascorrere del tempo con i suoi figli prima che se ne vadano. Tentano di acquistare i biglietti per l'evento, ma li trovano esauriti, costringendoli ad andare da un bagarino. Quando Murray prova l'imbarazzante vestito di Andre the Giant che intende indossare, i suoi figli fanno piani per abbandonarlo all'evento. Si scopre che i biglietti sono falsi e tutti e tre vengono cacciati dai loro posti quando Carlito affronta Adam e Barry. Tuttavia, mentre vengono scortati fuori, Adam e Barry incontrano Hulk Hogan, che dice loro che dovrebbero apprezzare un padre che vuole passare del tempo con loro. ===
Nel frattempo, dopo che due auto per strada hanno lanciato pietre attraverso il finestrino, Beverly cerca di organizzare una sorveglianza di quartiere con se stessa al comando. Viene sfidata per la posizione da Jane Bales, che sembra molto più preparata.
- Guest star: Leslie Grossman (Jane Bales), Hulk Hogan (se stesso)
- Colonna sonora: Private Eyes di Hall & Oates.

## Lo strazia-mento
- Titolo originale: Angst-Giving
- Diretto da: Melissa Joan Hart
- Scritto da: Elizabeth Beckwith (sceneggiatura) e Adam F. Goldberg (soggetto)

### Trama
L'evento annuale del Ringraziamento Goldberg, soprannominato lo strazia-mento da Adam a causa della sua dubbia storia in famiglia, è all'altezza del suo nome quando arriva il severo padre di Murray, Ben (Judd Hirsch), con il suo solito carattere irascibile. 
Nel frattempo, il fratello inaffidabile di Murray, Marvin, ha il compito di andare a prendere Erica e Barry al college. Si perde durante il viaggio di ritorno a casa, portando i ragazzi in un viaggio vorticoso attraverso Pittsburgh e Nashville prima che arrivino finalmente per una cena del Ringraziamento in ritardo. A quel punto, Murray e Ben hanno sistemato le cose dopo che Ben ha sorprendentemente ammesso che gli piacerebbe passare più tempo con suo figlio e i suoi nipoti.
- Colonna sonora: Everytime You Go Away di Paul Young.

## Il libro di cucina di Beverly Goldberg: II parte
- Titolo originale: The Beverly Goldberg Cookbook: Part 2
- Diretto da: Lea Thompson
- Scritto da: Alison Rich (soggetto e sceneggiatura) e Adam F. Goldberg (soggetto)

### Trama
Beverly trova finalmente un editore interessato a pubblicare un libro di cucina con le sue ricette, ma vuole che lei racconti le storie dietro i suoi piatti. Le storie familiari che scrive sono piene di eventi grossolani, disgustosi, tragici e generalmente poco appetibili. Fa in modo che Adam lo ripulisca, ma l'editore dice che la sua versione è troppo "sdolcinata". Lei e Adam accettano di lavorare insieme su una versione che alla fine viene accettata dall'editore.  
Nel frattempo, la convivenza tra Erica e Barry ha raggiunto un punto critico, quindi convincono Geoff ad accettare di essere un arbitro per risolvere tutte le loro controversie. Quando neanche questo funziona, Barry decide di trasferirsi nel piccolo appartamento che i suoi amici JTP (Andy, Naked Rob e Matt Bradley) condividono. Erica chiede così a Geoff di trasferirsi nella stanza del dormitorio con lei. 
- Colonna sonora: Goodbye to You degli Scandal.

## La vita è meravigliosa
- Titolo originale: It's a Wonderful Life
- Diretto da: Eric Dean Seaton
- Scritto da: Aadip Desai (soggetto e sceneggiatura) e Adam F. Goldberg (soggetto)

### Trama
Beverly organizza un altro servizio fotografico di famiglia Goldberg per i biglietti di Natale, nella speranza di superare i Kremps, ma come al solito, è un disastro. Geoff è entusiasta di essere nella foto, solo per essere deluso quando scopre che Erica non vuole che ne faccia parte. Erica in seguito spiega che avere Geoff come parte della famiglia la spaventa un po', dato che non ha ancora considerato il loro futuro a lungo termine insieme. Erica alla fine compensa la delusione di Geoff prenotando un servizio fotografico solo per loro due.  
Nel frattempo, i JTP si stanno rapidamente stancando di Barry che li prende in giro e non ha alcun riguardo per il loro appartamento o i loro beni. Barry interpreta male il consiglio di Pops e pensa di aver solo bisogno di uno scherzo più epico. Questo ovviamente gli si ritorce contro, facendo sì che i JTP inviino un messaggio a Johnny Atkins in cui gli si chiede di prendere il posto di Barry. Barry finalmente si rende conto dei suoi errori e promette ai suoi amici di rimediare. 
- Colonna sonora: Pictures of You dei The Cure.

## Il Pickleball
- Titolo originale: Pickleball
- Diretto da: Lew Schneider
- Scritto da: Langan Kingsley (soggetto e sceneggiatura) e Adam F. Goldberg (soggetto)

### Trama
Beverly decide di organizzare il cinquantesimo compleanno di Murray da quando ha appreso che in realtà è un anno più giovane di quanto pensava, ma a Murray non sembra importare. Nel frattempo, Adam e Barry reclutano l'ex allenatore Mellor per preparare Adam al pickleball.
- Colonna sonora: September di Earth, Wind & Fire.

## Serata di giochi
- Titolo originale: Game Night
- Diretto da: Nora Kirkpatrick
- Scritto da: Kristen Lange (soggetto e sceneggiatura) e Adam F. Goldberg (soggetto)

### Trama
Durante la serata di gioco dai Goldberg, Geoff cerca invano di mantenere il segreto che vive nel dormitorio di Erica. Ma Beverly lo scopre comunque ed è furiosa. Murray la convince che non solo Erica e Geoff sono adulti che possono prendere le proprie decisioni, ma che Geoff è davvero un bravo ragazzo che ama davvero Erica. 
A scuola, Adam fa coppia con la popolare ragazza Brea Bee come partner di laboratorio ed è scioccato quando è gentile con lui e le piacciono alcune delle sue stesse cose. Tuttavia, quando Adam cerca di avvicinarsi a Brea a pranzo, viene evitato da Johnny Atkins e dagli altri ragazzi seduti con lei. Dopo aver ricevuto alcuni suggerimenti su come vestirsi e comportarsi bene dal signor Perott, il nuovo consulente di orientamento, Adam viene accettato nella cricca con Brea e i ragazzi, ma scopre rapidamente che la popolarità ha un prezzo quando vede cosa sono i ragazzi fantastici davvero di notte. Adam in seguito si oppone ai ragazzi fantastici, cosa che Brea apprezza perché non è d'accordo con la maggior parte delle loro sciocche bravate.
- Guest star: Anthony Michael Hall (signor Perott)
- Colonna sonora: You Are di Lionel Richie, Black Betty di Ram Jam.

## Geoff l'uomo del si
- Titolo originale: Geoff the Pleaser
- Diretto da: Christine Lakin
- Scritto da: Mike Sikowitz

### Trama
Mentre Geoff cerca di seguire un corso di storia dell'arte al college di Erica, viene costantemente perseguitato dalla sua ragazza e dai JTP che gli chiedono aiuto ogni volta che si trovano in difficoltà. Geoff va da Murray per un consiglio su come dire "no" senza dirlo davvero. Dopo che i suoi amici hanno notato i loro modi sbagliati, Geoff dice a Erica che vuole frequentare il college per davvero. Intanto, Adam è entusiasta di un concorso per un festival cinematografico scolastico fino a quando non va nel suo negozio di videocassette preferito e vede l'altro Adam Goldberg lavorare lì dopo essere stato a Hollywood. Questo porta Adam a chiedersi seriamente se può trasformare la sua passione in una vera carriera.
- Colonna sonora: Never Surrender di Corey Hart.

## La cotta per la prof
- Titolo originale: Preventa Mode
- Diretto da: Vernon Davidson
- Scritto da: Bill Callahan

### Trama
Barry è attratto dalla sua insegnante di sociologia e le chiede un appuntamento, e lei accetta. Quando Erica, sospettosa dopo che Barry ha preso il suo stesso voto, viene a sapere del loro appuntamento, sospetta che Barry stia usando la relazione per un buon voto e minaccia di rendere pubblica la loro relazione alla scuola. 
Nel frattempo, Adam e Dana scoprono che le loro rispettive cotte - Brea Bee e Andrew Gallery - si stanno chiedendo l'un l'altro alla danza sul ghiaccio annuale della scuola. Quando Beverly lo scopre, si offre di farli lasciare in modo che Adam e Dana possano essere felici, un piano a cui Dana è felicemente d'accordo e Adam si oppone con veemenza. Altrove, il resto dei JTP, single e senza appuntamento per San Valentino, decidono di uscire come gruppo.
- Guest star: Miranda Cosgrove (Elana Reid)
- Colonna sonora: Home Sweet Home di Mötley Crüe, Candy Girl di New Edition.

## La festa da Dave Kim
- Titolo originale: Dave Kim's Party
- Diretto da: Lew Schneider
- Scritto da: Matt Roller (soggetto e sceneggiatura) e Adam F. Goldberg (soggetto)

### Trama
Adam si lascia sfuggire che Dave Kim organizza una festa a casa sua, ma all'insaputa di Dave. La festa degenera presto e Adam, Brea, Dave e persino Johnny Atkins, che è troppo spaventato dalla festa, ricevono un aiuto inaspettato da Pops e dai suoi amici che Adam ha rifiutato in precedenza. Intanto, Geoff e il resto della famiglia devono sopportare lo strano comportamento di Beverly dopo che il suo editore ha accettato di modificare il suo libro.
- Colonna sonora: What I Like About You dei The Romantics.

## Scambio di corpi
- Titolo originale: Body Swap
- Diretto da: Lew Schneider
- Scritto da: Marc Firek

### Trama
Adam scopre che gli studenti potranno pranzare fuori dal campus, ma si scopre che ha bisogno della firma di Beverly per beneficiare di questo privilegio. Beverly rifiuta, quindi escogita un piano con i suoi amici, ma l'idea va storta quando Beverly apre un ristorante in casa. Nel frattempo, poiché Geoff non è uno studente, non può mangiare alla mensa finché Barry non gli suggerisce di usare la sua carta d'identità. Ma Geoff viene scambiato da un insegnante per Barry e presto decide di vivere come Barry Goldberg fino a quando il vero Barry non si fa vivo.
- Colonna sonora: The Walls Came Down dei The Call.

## Il campeggio
- Titolo originale: A Fish Story
- Diretto da: Lew Schneider
- Scritto da: Amy Mass

### Trama
Dopo aver visto come vanno d'accordo Chad Kremp e suo padre e aver notato quanto Murray e Adam litigano spesso tra loro a casa, Beverly cerca di organizzare un viaggio in campeggio per i due. Il problema è che nessuno dei due vuole farlo. Invece, usando la videocamera di Adam, Murray e Adam fingono di accamparsi in un negozio di articoli sportivi. Tuttavia, la loro bugia viene presto scoperta quando i Kremp vengono a cena e una Beverly delusa rivela che voleva solo che Murray e Adam andassero d'accordo. Alla fine, i due alla fine legano mentre si accampano nel cortile sul retro, con grande gioia di Beverly. 
Nel frattempo, Geoff cerca di convincere Erica a riscoprire il suo amore per la musica. Dopo aver visto un gruppo di persone fare un'audizione per un posto aperto, Geoff la convince a fare un'audizione, in cui vince il posto. Tuttavia, in seguito viene espulsa per essere troppo prepotente e negativa. Dopo aver tentato (e fallito) di creare un gruppo rivale per ripicca, Geoff aiuta Erica a rendersi conto delle conseguenze delle sue azioni e lei chiede di essere riammessa nel gruppo, riuscendoci.
- Colonna sonora: We Got the Beat dei The Go-Go's, Shadows of the Night di Pat Benatar.

## Una grande avventura per Adam
- Titolo originale: Schmoopie's Big Adventure
- Diretto da: Jason Blount
- Scritto da: Erik Weiner

### Trama
Quando Beverly compra ad Adam una bicicletta dal film Pee-wee's Big Adventure, lui decide di conservarla come oggetto da collezione invece di guidarla. Bev si preoccupa per la crescita di Adam e ruba la bici per dargli una lezione. Adam lo scopre ed è arrabbiato con Beverly. Ma quando la bici viene rubata per davvero, lei e Adam devono recuperarla da un centro di donazioni della chiesa. Adam alla fine ruba la bici dal centro per le donazioni, ma nel frattempo si schianta e la danneggia. Tuttavia, Beverly aggiusta la bici e alla fine lei e Adam riparano la loro relazione. 
Nel frattempo, Erica trova la sua auto con una ganascia sulla ruota, dopo che si è rifiutata di pagare i biglietti del parcheggio scaduti da tempo, e trova lavoro nel negozio di Murray. Tuttavia, lei, Geoff, Barry e Ren lavorano insieme per trasformare il negozio di mobili in una lounge universitaria fuori orario con alcol e caffè. Mentre Erica paga il debito, Murray lo scopre e si arrabbia. Nonostante la sua rabbia, alla fine permette a Erica di continuare a lavorare nel negozio dopo che è diventata una commessa di successo.
- Colonna sonora: Crash dai The Primitives, Tequila dai The Champs.

## Una vacanza indimenticabile
- Titolo originale: Island Time
- Diretto da: Robert Cohen
- Scritto da: Annie Mebane

### Trama
Barry e i JTP vanno in un resort a tariffe ridotte in Giamaica per le vacanze di primavera con Erica e il suo compagno di stanza Ren. Per godere di alcuni vantaggi, Barry e Ren fingono di essere una coppia di sposini che non è ancora arrivata. Quando Ren bacia Barry per mantenere lo stratagemma, sente qualcosa ed è certo che anche Ren lo abbia fatto. 
A casa, Beverly è delusa quando Adam ottiene un punteggio scarso nel test di matematica e gli chiede di vedere il suo consulente sull'importanza di entrare in un buon college. Il consulente Perott dice ad Adam che il college non è un requisito per diventare un grande regista e convince anche Murray dello stesso quando Bev lo manda a lamentarsi. Questo porta Bev a costringere Adam a vedere il signor Glascott invece del signor Perott. Alla fine, il signor Perott dice che Adam dovrebbe presentare un'opera teatrale come parte della sua domanda alla New York University, idea che si rivelerà vincente.
- Colonna sonora: Once in a Lifetime dei Talking Heads.

## L'unione fa la forza
- Titolo originale: The Return of the Formica King
- Diretto da: Lea Thompson
- Scritto da: Aaron Kaczander

### Trama
Murray riceve un'offerta da Mike Formica (), il Re Formica, per rilevare l'Impero Ottomano di Murray. L'offerta prevede che Beverly abbia una seconda casa sulla Jersey Shore, ma con sua sorpresa, Murray ammette che gli piace davvero andare al lavoro nonostante tutte le sue lamentele. Murray, tuttavia, è d'accordo con Mike sul fatto che il settore dei mobili sta cambiando e deve tenere il passo, quindi propone una fusione, che Mike accetta. 
Alla William Penn, la signora Cinoman dice alla sua classe che quest'anno non ci sarà alcun musical scolastico perché le tasse di licenza sono aumentate troppo. Adam propone alla classe di eseguire il musical che lui ed Erica hanno scritto cinque anni fa, ma dice che ha bisogno di un atto conclusivo. Chiede a Erica di aiutarlo a comporre l'atto finale, ma lei è disinteressata. Adam quindi convince Barry ad aiutare a dare la sua svolta "unica" alla storia, certo che sarà così brutto che Erica non avrà altra scelta che intervenire e aggiustarlo.
- Guest star: Richard Kind (Formica Michael Mikowitz).
- Colonna sonora: You Can Call Me Al di Paul Simon, Sophisticated Girl di Earl Rose.

## Oates & Oates
- Titolo originale: Oates & Oates
- Diretto da: Lew Schneider
- Scritto da: Alex Barnow e Chris Bishop

### Trama
Con Ren che ha un disperato bisogno di spettacoli per il suo telethon per la Giornata della Terra, Barry cerca di impressionarla mettendo in onda Hall & Oates tramite una possibile connessione nello studio di un dentista. Quando ciò fallisce, Barry chiede l'aiuto di Adam per fingere di essere Hall & Oates, ma Barry è confuso su quale artista sia quale e si veste da Oates, proprio come fa Adam. Barry si scusa con Ren, che dice che la loro canzone ha ricevuto molte donazioni perché la gente pensava che fosse uno spettacolo comico. Dice anche che è commossa dal fatto che sia andato così lontano per impressionarla e lo bacia. A casa, Beverly sente Bill Lewis dire a Murray che è finalmente pronto a lasciare la sua ex moglie, e lei diventa determinata a incastrarlo con qualcuno. All'insaputa di Beverly, Bill ha chiesto aiuto a un'altra yenta, Jane Bales, che lo mette in contatto con Dolores. La coppia sembra andare d'accordo, il che fa sì che Beverly voglia separarli per far dispetto a Jane. Ma quando lei e Murray condividono un pasto con Bill e Dolores, Bev vede che Dolores è davvero buona per lui. Sfortunatamente, Murray li lascia perché è preoccupato che il suo migliore amico abbia il cuore spezzato di nuovo. Murray in seguito si riunisce con Bill e Dolores e alla fine si apre con Bill su quanto significhi la loro amicizia.
- Guest star: John Oates (John il bidello), Jessica St. Clair (Dolores).
- Colonna sonora: Maneater degli Hall & Oates.

## Separazione strategica
- Titolo originale: The Fake-Up
- Diretto da: Lew Schneider
- Scritto da: Alex Barnow e Chris Bishop

### Trama
Dopo che Beverly sorprende Adam e Brea, che ora sono fidanzati, mentre si baciano nel seminterrato, inizia a interferire con la loro relazione. Agitati dopo che Beverly si è unita al loro appuntamento, i due accettano di fingere una rottura per tenere Beverly lontana da loro. Ma Beverly gestisce male la notizia e va a casa di Brea dove sorprende lei e Adam insieme. Adam poi si oppone a sua madre, dicendole che ha bisogno di spazio quando si tratta della sua relazione. Beverly accetta con riluttanza di fare marcia indietro, capendo che Adam sta crescendo. 
Nel frattempo, Lainey arriva in città per incontrare la nuova compagna di suo padre e chiede di incontrare Barry. Questo coglie Barry alla sprovvista, poiché ora ha una relazione con Ren. Pensando che Lainey voglia tornare con lui, Barry chiede aiuto a Erica, ma Lainey in seguito si presenta e gli spiega che voleva solo scusarsi per non aver detto addio prima di andarsene e che vuole ancora essere un'amica. Tuttavia, Ren scopre i due mentre si scambiano un bacio d'addio e rompe con Barry. Alla fine, Erica spiega la situazione a Ren, affermando che Barry ha un buon cuore e vuole davvero stare con lei, non con Lainey. Ren accetta la spiegazione e torna insieme a Barry.
- Guest star: AJ Mickalka (Lainey Lewis).
- Colonna sonora: Should I Stay or Should I Go dei The Clash.

## Bella in rosa
- Titolo originale: Pretty in Pink
- Diretto da: Ryan Krayser
- Scritto da: Alex Barnow e Chris Bishop

### Trama
Adam e Brea dovrebbero andare al ballo insieme, ma Adam teme che Brea sarà la reginetta del ballo e lui non finirà come re del ballo, spingendola ad abbandonarlo per il re. Va a Beverly per chiedere aiuto, ma lei viene cancellata dal ballo di fine anno dopo aver incontrato il preside Ball e il signor Woodburn. Un Adam furioso lo scopre e poi dice tutto allegramente a Brea. Nonostante ciò, Brea annulla il loro appuntamento, ferita dal fatto che Adam pensi che lo abbandonerebbe. La serata del ballo di fine anno, non volendo vedere suo figlio triste e solo a casa, Murray incoraggia Adam a riconquistare Brea, dicendo che il suo "momento cinematografico" arriverà solo una volta nella sua vita, e questo è tutto. Dopo aver spiegato quanto la ama veramente, Adam riconquista Brea e finiscono insieme al ballo di fine anno. 
Nel frattempo, Geoff scopre che suo padre è in ospedale a causa di un problema cardiaco, ed Erica lotta per entrare in empatia con i sentimenti di Geoff, sconvolgendo lui e la sua famiglia. Determinata a sistemare tutto, chiede a Barry (che, al contrario, è di grande aiuto per Geoff e la sua famiglia in ospedale) consigli su come essere più compassionevoli, ma i suoi metodi falliscono miseramente per lei. Geoff in seguito dice a Erica che non vuole o si aspetta che lei sia come Barry, ed è semplicemente felice che le importi abbastanza da essere lì per lui.
- Colonna sonora: Wake Me Up Before You Go-Go di Wham!, If You Leave di Orchestral Manoeuvres in the Dark.